# Chimarra acinaciformis
Chimarra acinaciformis är en nattsländeart som beskrevs av Oliver S. Flint Jr. 1998. Chimarra acinaciformis ingår i släktet Chimarra och familjen stengömmenattsländor. Inga underarter finns listade i Catalogue of Life.